# 宝兴景天
宝兴景天（学名：Sedum paoshingense）是景天科景天属的植物，为中国的特有植物。分布于中国大陆的四川等地，生长于海拔1,750米的地区，多生于山坡石上，目前尚未由人工引种栽培。